# Чорна піраміда
Чорна піраміда, Темна піраміда, Піраміда Аменемхета III в Дахшурі — побудована в період Середнього царства для фараона Аменемхета III. Знаходиться в Дахшурі, Єгипет. В давнину мала назву «Аменемхет могутній». Сучасну назву отримала через чорний щебінь, який утворює пагорб, на якому підноситься піраміда.
Чорна піраміда була першою гробницею, яка призначалася одночасно як для фараона, так і для його дружини. Жак де Морган, який організував розкопки в 1892, був одним з перших вчених, хто почав вивчати піраміду, а завершені розкопки Німецьким археологічним інститутом в 1983.

## Опис
Піраміда побудована в одному з найнижчих районів Єгипту, всього 10 м над рівнем моря. Розмір грані основи піраміди 105 м, висота 75 м, а кут нахилу бічної грані 57°. Зовні піраміда була облицьована білим вапняком, а основа піраміди зроблена з самана, глини і каменю. Позаяк стіни були складені з глини, каменю і необпалених цеглин, піраміда з часом почала просідати. Як вважають вчені, будівництво піраміди було кинуто з причини того, що почали руйнуватися підземні камери. Позаяк піраміда розташована в низині, ґрунтові води час від часу просочувалися крізь стіни, в результаті чого піраміда покрилася безліччю тріщин.
До східної стіни піраміди примикав заупокійний храм, а навколо піраміди була подвійна кам'яна огорожа. З північної сторони піраміди, між подвійною огорожею, розташовуються 10 шахтових гробниць, вирізаних у природному скельному утворенні. В 1 км на захід від чорної піраміди розташована Ламана піраміда.
Дорога, що веде до піраміди, була незвичайно широкою з великою відкритою територією. З північного боку біля дороги знаходяться будівлі, які були позначені як будинки жерців.
У нижній частині західної стіни знаходився вхід у піраміду, котрий вів по розгалуженій системі тунелів углиб споруди. Так само були проходи на південно-східному і південно-західному кутах піраміди. У підземній частині знаходиться складна мережа проходів. Секція в якій повинен був спочивати фараон, в основному залишилася недоторканою. В ній знаходився саркофаг і канопи. Незважаючи на це фараона там не ховали. У той же час секція цариці була повністю розграбована. Під пірамідою були ще дві секції для цариць. Одна з них у південно-західній чверті піраміди належала цариці Аат, приналежність інший встановити не вдалося. Хоча ці секції так само були розграбовані в давнину, археологам вдалося виявити безліч похоронних предметів, залишених грабіжниками. До таких належать канопи цариці Аат. В камері цариці Аат так само був кам'яний саркофаг, за розміром менше царського. У підземних будовах розташовуються ще чотири похоронні камери, проте кому вони належали невідомо. Як припускають вчені, дві з них могли належати Аменемхету IV і цариці Нефрусебек.
На думку вчених, відсутність охорони могло призвести до того, що вже в XIII столітті місцеві жителі пристосували приміщення храму долини під зерносховище. Існують свідоцтва того, що через 100 років після смерті Аменемхета, Чорна піраміда реставрувалася, і в двох з шести поховальних камерах в північній частині комплексу знаходилися гробниці фараона Хора і його дружини Нубхетептихеред.
Пірамідіон, що стояв на вершині піраміди, був повністю покритий ієрогліфічними письменами. Деякі написи були видряпані, що привело дослідників до висновку про те, що пірамідіон ніколи не використовувався за призначенням або ж він був пошкоджений під часи правління Ехнатона.
В результаті революції 2011 року піраміда зазнала нападок з боку вандалів і мародерів.

## Галерея

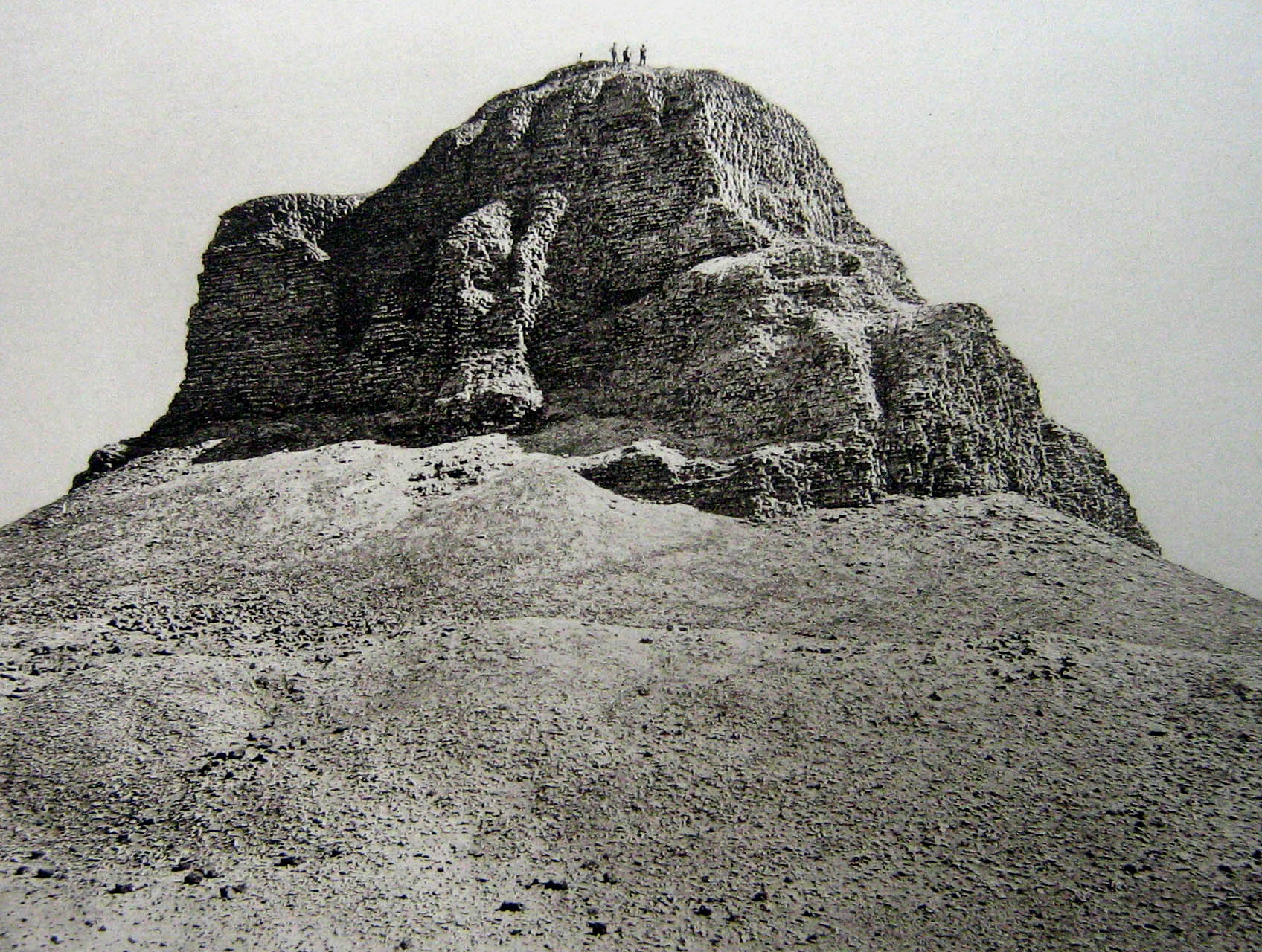
Темна піраміда, фото 1895 року.
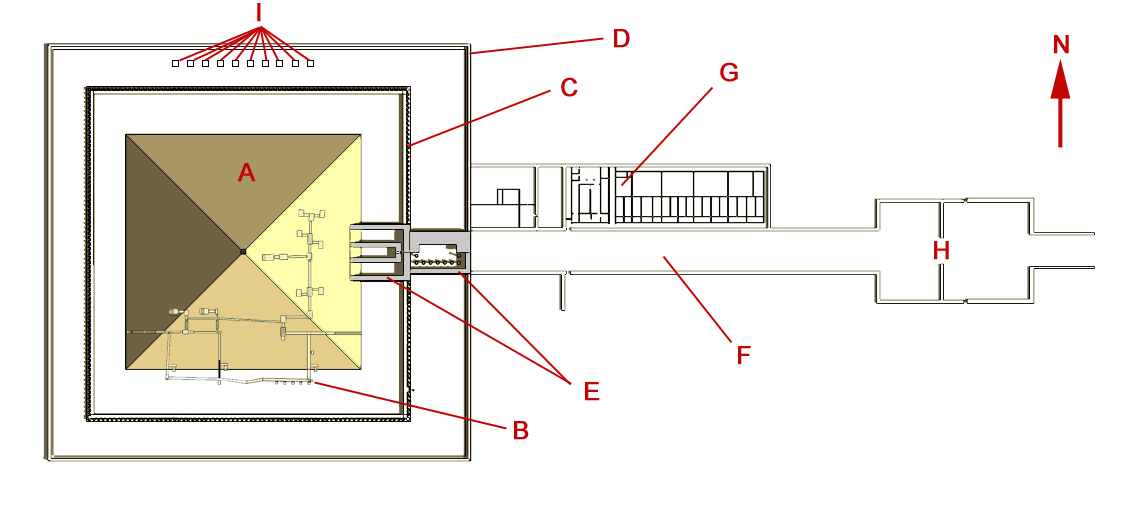
План піраміди
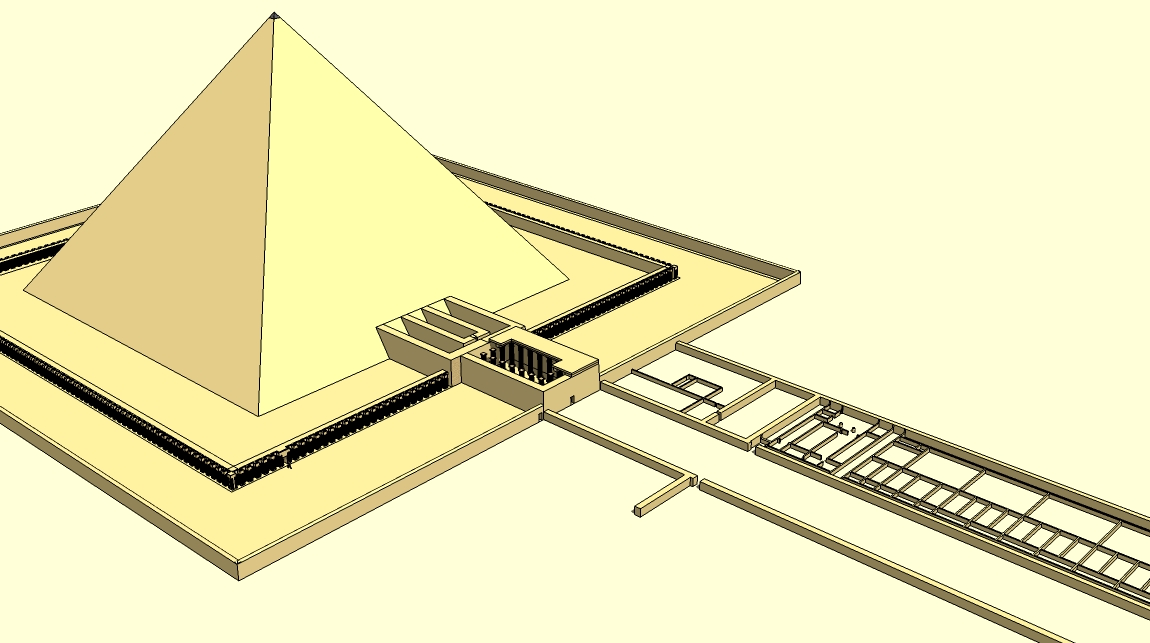
Реконструкція комплексу.
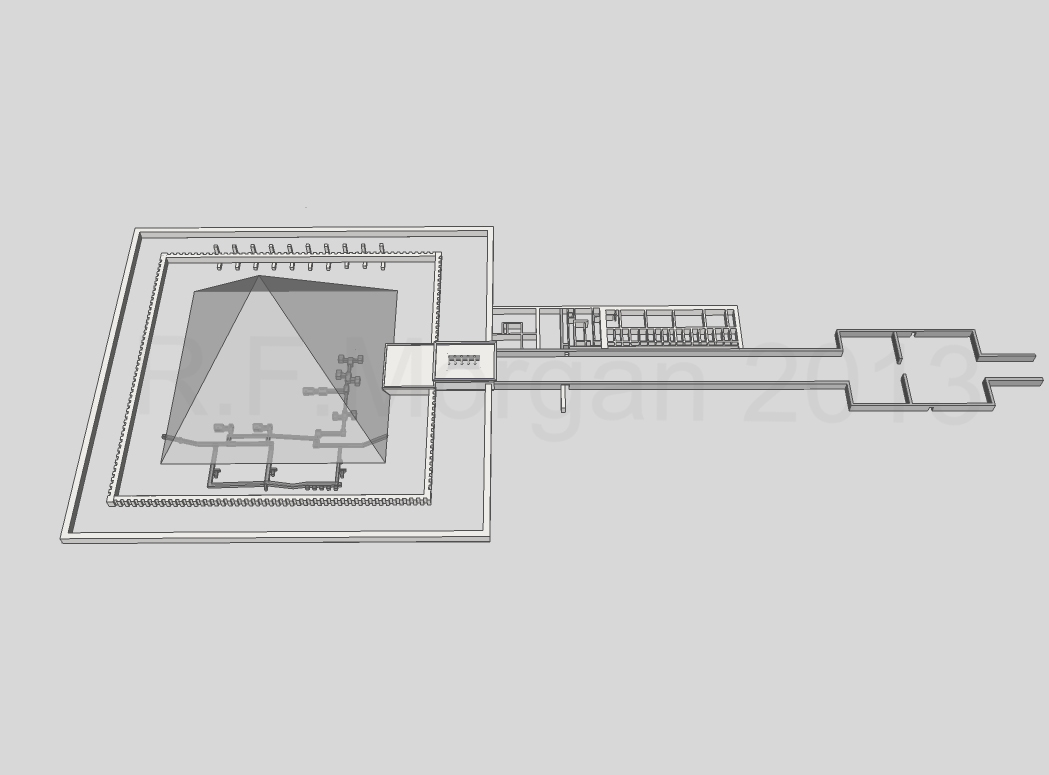
Ізометричне зображення піраміди та комплексу.
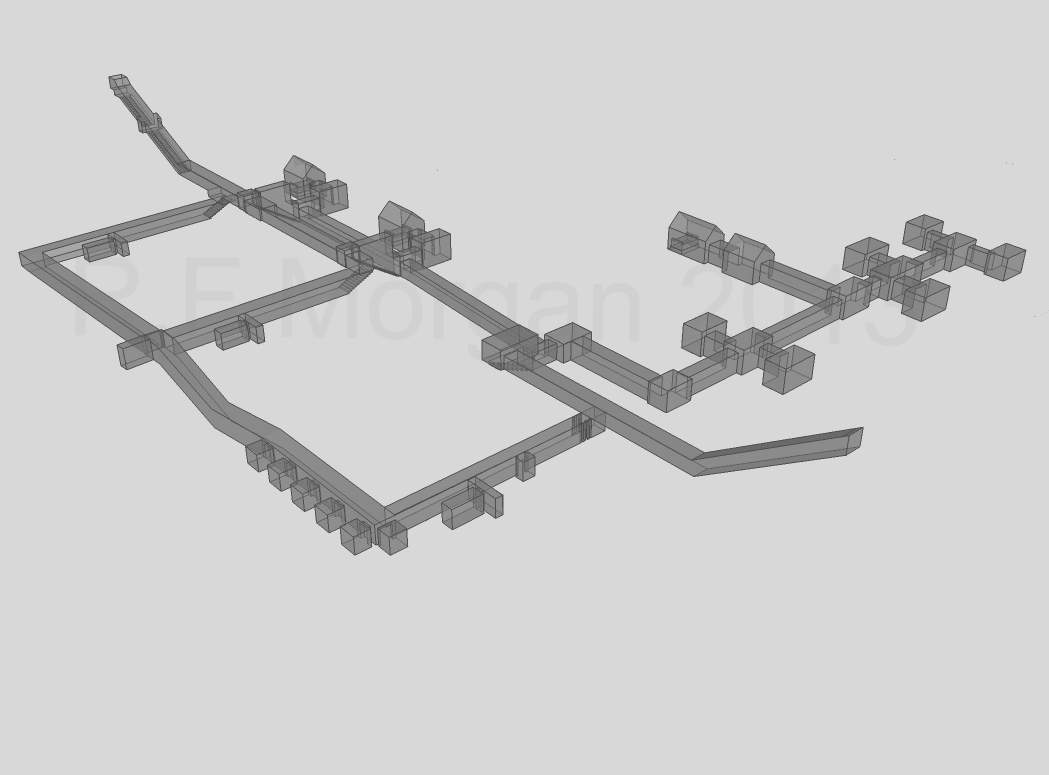
Поховальні камери під пірамідой.

## Структурні проблеми
Піраміда побудована в одному з найнижчих регіонах Єгипту, всього в 10 метрах над рівнем моря. Під нею є незліченна кількість коридорів і підземель, і там не вистачає запасних печер, щоб утримати стелі. Піраміда не дуже міцна, позаяк була побудована з сирцевої цегли замість традиційного каменю. Невелика висота коридорів і нестабільний будівельний матеріал допускає просочуватися в стіни ґрунтовим водам з Нілу в результаті чого піраміда частково провалилася в землю і отримала тріщини.